# 75591 Stonemose
75591 Stonemose è un asteroide della fascia principale. Scoperto nel 2000, presenta un'orbita caratterizzata da un semiasse maggiore pari a 2,3102805 au e da un'eccentricità di 0,1422758, inclinata di 7,90368° rispetto all'eclittica.